# Вестерьой
Вестерьо́й (норв. Vesterøy) — острів у Норвегії, з групи Валер. Адміністративно відноситься до комуни Валер фюльке Естфол. Назва перекладається як західний острів.

## Географія
Острів розташований на північному сході протоки Скагеррак, є другим за розмірами у групі Валер. Знаходиться між островом Сп'єрьой на сході та островами Паппер. Максимальна висота 72,4 м — пагорб Банкерьодколлен, що є найвищою точкою усього архіпелагу.
На північному заході збудований міст до сусіднього острова Папперьой з групи Паппер, на півночі міст до сусіднього острова Кйокьой, а на сході до острова Сп'єрьой. Острів вкритий лісами і є популярним місцем для туристів.

## Населення
Острів заселений, на ньому розташовано декілька сіл.